# Pselionema deconincki
Pselionema deconincki är en rundmaskart som beskrevs av Vitiello och Haspeslagh 1972. Pselionema deconincki ingår i släktet Pselionema och familjen Ceramonematidae. Inga underarter finns listade i Catalogue of Life.